# بريان هاركن
بريان هاركن (بالإنجليزية: Bryan Harkin)‏ هو لاعب كرة قدم ومدرب كرة قدم أمريكي، ولد في 29 أكتوبر 1980 في ديري في أيرلندا الشمالية. لعب مع Crystal Palace Baltimore ‏.

## وصلات خارجية
- بريان هاركن على موقع قاعدة بيانات كرة القدم.إي يو (الإنجليزية)